# Nirbhay
El Nirbhay (sánscrito : निर्भय, Nirbhay "sin miedo") es un misil subsónico de crucero de largo alcance, diseñado y desarrollado en la India por la Organización de Investigación y Desarrollo de Defensa (DRDO).

## Descripción
Nirbhay es un misil crucero todo-tiempo de bajo costo y de largo alcance, capaz de transportar cabezas de guerra convencionales y nucleares. Tiene un alcance de más de 1000 km, pesa alrededor de 1500 kg y tiene una longitud de 6 metros. En su primera fase es impulsado por un cohete sólido, desarrollado por Advanced Systems Laboratory (ASL). Al llegar a la velocidad y la altura requerida, un turborreactor se hace cargo de la propulsión final. El misil es guiado por un sistema muy avanzado de navegación inercial autóctono desarrollado por el Centro de Investigación Imarat (RCI) y un altímetro de radio para determinar la altura.
Nirbhay es capaz de seleccionar un objetivo y atacarlo través de múltiples frentes, dada su capacidad de vagancia, es decir, puede realizar diferentes maniobras y dar vueltas alrededor de un objetivo para volver a engancharlo. Con dos alas laterales, también es capaz de volar a diferentes altitudes, las que van desde los 500 metros hasta los 4 kilómetros por sobre de la superficie. También puede maniobrar a baja altura para evitar la detección de radares enemigos.

## Desarrollo
El misil fue desarrollado por el Establecimiento Aeronáutico de Desarrollo (ADE), en Bangalore, perteneciente a la DRDO. Después de finalizado el diseño original, se procedió a montar la tecnología necesaria para el misil, en la que participaron los ingenieros de la R&D, un brazo especializado de DRDO. 
El primer vuelo de prueba del misil fue planeado en octubre de 2012, pero el lanzamiento se postergó hasta diciembre debido a cambios introducidos en el lanzador. El asesor científico y director general del DRDO, V.K. Saraswat, dijo más tarde que el misil se pondría a prueba en marzo de 2013, argumentando que la puesta en marcha se debió al retraso de algunos procesos de fabricación. Desde entonces, ha habido informes de prensa confirmando que el misil se ha postergado debido a múltiples fallos en sus pruebas. En tanto las autoridades a cargo de su desarrollo, citan que en junio de 2018 se solucionaran todos los temas pendientes.
A la fecha, Nirbhay lleva cuatro ensayos oficiales, en los cuales uno solo ha completado los 1000 kilómetros de distancia. 

### Misiles similares
- AGM-158 JASSM
- BGM-109 Tomahawk
- Taurus KEPD 350
- Scalp Naval
- Kh-55
- RK-55
- Ra'ad ALCM
- Babur
- Cj-10